# Клово
Клово — деревня в Наро-Фоминском районе Московской области, входит в состав сельского поселения Атепцевское. Численность постоянного населения по Всероссийской переписи 2010 года — 49 человек, в деревне числятся 6 улиц и 4 садовых товарищества. До 2006 года Клово входило в состав Каменского сельского округа.
Деревня расположена в центральной части района, на берегах малой речки Мамоновка (левый приток Нары), примерно в 10 км к юго-востоку от Наро-Фоминска, высота центра над уровнем моря 193 м. Ближайшие населённые пункты — Мельниково в 1 км на юг, Каменское в 1 км на запад и Плаксино в 1,5 км на восток.
Вблизи деревни проводятся полёты на парапланах.